# Стефан Баторий под Псковом
Стефан Баторий под Псковом — картина, написанная Яном Матейко в 1872 году, изображающая эпизод Ливонской войны и посольство царя Ивана IV Грозного к королю польскому и великому князю литовскому Стефану Баторию с просьбой о мире.

## Сюжет и персонажи картины
24 августа 1581 года Баторий со 100-тысячным войском осадил Псков. После нескольких месяцев осады, послы Ивана Грозного просят у Стефана Батория перемирие. На заднем плане видны стены осаждённого города, ждущие добычи птицы и купола православных церквей.
Одной из центральных фигур картины является Стефан Баторий. Он изображён сидящим на походном троне, в рыцарских доспехах, расшитом зо́лотом плаще с обнажённой саблей и в шапке-магерке. Трон поставлен на медвежью шкуру, а у ног Батория лежит захваченное вражеское знамя. Высокомерный, надменный взгляд полузакрытых глаз, униженные позы русских послов — словно иллюстрация к посланию Ивана Грозного (см. ниже). В качестве короля позировал для Яна Матейко польский армянин Юзеф Хассо-Агопсович.
Левее и чуть позади короля в полный рост изображена фигура канцлера Яна Замойского с канцлерской печатью и гетманской булавой. С ним вместе Баторий учился в Падуанском университете, его Баторий выделил среди краковского дворянства, обласкал почестями и наделил властью и рукой своей племянницы Гризельды.
В центре композиции расположена выразительная фигура иезуита Антонио Поссевино — папского легата и посла к Ивану IV. Положение рук Поссевино как бы символизирует сложность его дипломатической и миротворческой миссии. Одна рука протянута к Баторию, другая делает охранительный жест в отношении владыки Киприана. Поссевино при содействии иезуитов прилагал немалые усилия для распространения в России влияния Ватиканского престола. Вся композиция картины построена вокруг Поссевино, а не Батория. В одной из своих статей Владимир Стасов назвал работу Матейко «Иезуит Поссевин уговаривает зверообразного Стефана Батория выслушать русских послов, просящих мира».
Со стороны «просящих мира» особо выделены художником два персонажа — коленопреклоненный владыка полоцкий Киприан, в богатом, шитом золотом облачении, на золотом блюде подносящий королю хлеб, видимо, символизирующий просьбу о пощаде и мире. Несколько в стороне от владыки Киприана, скорее с трудом, по-стариковски приседающий, нежели падающий на колени, — Григорий Нащокин. Изображённые на картине военные не стоят на коленях, они не смирились, осаждённый город не сдан.
Картина «Баторий под Псковом», как и другие исторические работы Матейко, насыщена тщательно проработанными и выписаными деталями. Детали одежды и оружия выполнены для своего времени очень достоверно — в 1860 году Матейко завершил работу над альбомом «Одежда в Польше».

## Достоверность изображённых событий
Очевидно, что Матейко преследовал несколько другие цели, чем максимальная историческая достоверность. На картине изображены октябрь-декабрь 1581 года. Описание этих событий освещено в источниках достаточно подробно: участники второго похода Стефана Батория на Россию в 1580 году писали дневники. Это Ян Зборовский, каштелян, командовавший отборной частью армии Стефана Батория, и Лука Дзилынский, начальник авангардного войска Стефана Батория. Также сохранилось русское произведение «Повесть о прихожении Стефана Батория на град Псков». Кроме этого, сохранился дневник осады Пскова Стефаном Баторием, который, видимо, писал секретарь королевской канцелярии Станислав Пиотровский.
На самом деле переговоры о мире шли не под стенами Пскова и Баторий не вёл эти переговоры лично. Матейко собрал вместе разрозненные факты и поместил их на одну картину.
Григорий Афанасьевич Нащокин не раз выполнял дипломатические поручения, но со Стефаном Баторием он встречался в Литве за год до осады — в 1580 году.
Киприан, архиепископ Полоцкий и Великолуцкий, проявил себя во время осады Полоцка в 1579 году. Когда воеводы выслали неприятелю переговорщиков о сдаче города, Киприан не согласился с этим решением. Он вместе с другими воеводами намеревался взорвать крепость, но когда это не удалось, то они при вступлении в город неприятеля закрылись в церкви Святой Софии и объявили, что их могут взять только силой. 11 августа 1579 года архиепископ Киприан был взят в плен. О дальнейшей его судьбе неизвестно.
Иван IV за полгода до изображённых на картине событий упрекал Стефана Батория за высокомерие в обращении с послами, указывая, что тот обходился с его послами как с "какими-то безвестными сиротами":

А которую еси грамоту к намъ прислалъ з гонцомъ своимъ с Венцлавомъ с Лопатинскимъ и в той твоей грамоте написано, что послы наши «перед маистатъ твой возвани», ино то кабы нѣкоторые незнаемые сирота, а не послы, и приведши ихъ кабы сиротъ поставили у предверного подножия и оттудова яко на небо подобно Богу бесѣдовати, таково нашихъ пословъ «перед твоимъ маистатомъ ставленье» и твоей гордыни превозношенье!— «Послание Польскому королю Стефану Баторию», Иван Грозный, 29 июня 1581 года
Все представители Речи Посполитой одеты достаточно легко, без головных уборов, хотя войско Батория очень страдало от непривычного холода: 

О боже! Вот страшный холод! Какой-то жестокий мороз с ветром. Мне в Польше никогда не случалось переносить такое— 28 октября 1581 года, дневник Пиотровского
Иезуит Антонио Поссевино действительно сыграл важную роль в этих исторических событиях — он прибыл под осаждённый Псков, Баторий уехал из-под осаждённого города с частью войска, а посредничество Поссевино действительно привело к заключению Ям-Запольского мира. Миссия Поссевино была вызвана дипломатическим ходом Ивана IV, задумавшего использовать папу в качестве посредника в международной распре: «Протопоп же той Антоней, Ихнилатово лукавство и се яко збойливые лисицы лесть в себе восприем, и наперед е́зду послов государю себя объявляет и по обою их страну хотения помирити учиняет, и послана себя от Римского папы для помирения к государю и королю сказуется. Король же сего совету начало оставляет, сам же от Пскова в свою Литовскую землю отходит». Поссевино надеялся своей деятельностью склонить Ивана IV к унии, однако это начинание закончилось провалом.
Изображение на картине Поссевино как миролюбивого умиротворяющего посредника, в действительности, не соответствует исторической правде: Поссевино вёл переговоры агрессивно и в интересах Батория: 

Когда московские послы хотели написать, что царь уступает королю Курляндию и Ливонию, то Поссевин опять стал кричать: «Вы пришли воровать, а не посольствовать!» У Алферьева вырвал из рук грамоту, кинул её в двери, князя Елецкого взял за воротник, за шубу, перевернул, пуговицы оборвал и кричал: «Подите от меня из избы вон, я с вами не стану ничего говорить!»— «История России с древнейших времен», Глава шестая, С. М. Соловьев
Хотя существуют и другие оценки деятельности Поссевино, ведь Истома Шевригин был специально послан Иваном Грозным в Ватикан, чтобы попросить папу «обуздать злого Обатуру». И некоторые историки считают, что Поссевино откровенно выступал на стороне русской делегации. Его вмешательство в переговоры польские сановники воспринимали, скрипя зубами. Легата обвиняли в агентурной деятельности в пользу русских. Образ Поссевино в польской историографии негативный.
Переговоры на самом деле с русской стороны вели князь Дмитрий Петрович Елецкий и думный дворянин, печатник Роман Васильевич Алферьев-Безнин (именем «Басении» поляки видимо называли именно его):

8,9,10,11 и 12 декабря. В течение этих дней не случилось ничего особенного; пришла весть, что русские послы невдалеке от наших и сегодня или завтра съедутся в Яме и начнут переговоры. Господи, благослови! Видевшие их по пути рассказывают, что с хорошими вестями едут, а всех их трое со стражей в сто восемьдесят всадников. Первый — князь Дмитрий Илецкий, должно быть, знатный; второй — Басении, дворянин, а третий — дьяк. Когда наша конница под начальством Зебржидовского, отправившаяся для сопровождения послов, проезжала мимо Порхова, то тридцать всадников пана Казановского близко подъехали к замку, и тут-то произошла схватка с 80 русскими всадниками и 200 пехоты.— Дневники походов Батория на Россию
Итак, в деревню Запольный Ям 13 декабря 1581 года съехались польско-литовские и русские послы. Со стороны Речи Посполитой переговоры вели воевода брацлавский Януш Збаражский, воевода виленский и гетман литовский Кшиштоф Радзивилл и секретарь, литовский дипломат Михаил Гарабурда. В качестве посредника присутствовал Поссевино.
Когда послы приехали в Запольный Ям, то увидели, что деревня в основном сожжена. Переговоры на самом деле велись в деревне Киверова Гора, за 15 верст от Запольного Яма. Переговоры шли бурно, и об изменении места переговоров в документах не упомянули. В историю договор 1582 года вошёл по имени сгоревшей деревни, а с легкой руки историка Соловьева её переименовали из Ям Запольный в Ям Запольский.
Согласно условиям договора Россия отказывалась в пользу Речи Посполитой от всех своих владений в Прибалтике и от владений своих вассалов и союзников: от Курляндии, уступая её Польше; от 40 городов в Ливонии, переходящих к Польше; от города Полоцка с поветом (уездом); от города Велижа с округой. Речь Посполитая возвращала царю захваченные в течение последней войны псковские коренные земли: «пригороды» Пскова (то есть города Псковской земли — Опочку, Порхов и другие, попавшие в зону военных действий); Великие Луки, Невель, Холм, Себеж — исконные новгородские и тверские земли, захваченные в ходе последней трёхлетней войны.
В русском экземпляре договора за царем сохранялся титул царь, в польском же варианте титул царь не упоминался. В русском экземпляре царь именовался также «властитель Ливонский и Смоленский», а в польском «властителем Ливонским» уже именовался польский король, а титул «Смоленский» не принадлежал никому. Историк Н. М. Карамзин, оценивая Запольский договор, назвал его «самым невыгодным и бесчестным для России миром из всех заключенных до того времени с Литвой».

## История картины
Первые этюды к картине «Баторий под Псковом» были написаны Яном Матейко в 1869 году. Через три года картина была завершена. В 1874 году Матейко выставляет картину в Париже. Как результат — восторженный прием картины и избрание Матейко членом «Institut de France», сразу за этим последовало избрание членом Берлинской академии искусств.
На выставке в Праге Ян Матейко получил предложение возглавить Пражскую академию художеств и получил медаль в Вене. Французская академия выбрала его почетным иностранным членом.
Картина сильно пострадала во время  Второй мировой войны. Её спешно эвакуировали во Львов. Потом разделили на 18 частей и спрятали. Профессор Станислав Лоренц её обнаружил в весьма плачевном состоянии. Восстанавливали картину 3 года.

## Писатели и критики о картине
- По словам польского художественного критика Юлиуша Стажиньского, эта работа самого выдающегося польского живописца XIX века, выразившего распространенное мнение, «по праву считается вершиной художественных достижений Матейко как по силе выражения, так и по замечательной гармоничности композиции и цвета».

Матейко имел великую национальную душу и умел горячо и кстати выражать любовь к своему народу своим творчеством. В годину забитости, угнетения порабощенной своей нации он развернул перед ней великолепную картину былого её могущества и славы— Илья Репин

Матейко тоже красуется (венская его вещь «Стефан Баторий»), интересная вещь и серьёзная, но французы её не понимают, называют ковром гобелена— Илья Репин в письме П. М. Третьякову из Парижа, 1874 год

…все его картины громадных размеров, и тут-то, на десятках больших фигур, в настоящий рост, выказывается капитальное его мастерство. У него нет других сюжетов, кроме отечественных, оттого так сильно и правдиво все, что он пишет. Характеристики его почти всегда изумительны по верности, и ничто не может быть историчнее, чем иезуит Поссевин, уговаривающий зверообразного Стефана Батория, с надменностью сидящего на медвежьей шкуре, внять мольбам русского посольства, вымаливающего мир. Иезуитский взгляд, иезуитские мягкие, точно бескостные пальцы, протянутые и доказывающие, физиономии мужиковатых и смирных русских бояр, блеск польского лагеря под Псковом, с крылатыми всадниками и полуазиатскими канцлерами и воеводами, — таких картин немного встретишь в европейских музеях. (…) Что касается до русского духовенства и послов, то, кроме великолепных, талантливых попыток покойного Шварца, ни одна ещё из всех наших исторических картин не представляла с такою поразительною верностью индивидуумов древней Руси, с их финско-татарскими физиономиями, тяжелым складом и покорными глазами— В. В. Стасов
- Истории жизни и дел иезуита Антонио Поссевино, как одного из главных подстрекателей войны Речи Посполитой и Русского царства, посвятил одну из своих миниатюр-зарисовок В. С. Пикуль («Закрытие русской лавочки»). Весьма критически оценивая многие действия Ивана Грозного в этой войне, писатель, тем не менее, подчеркнул, что в своей картине «Стефан Баторий под Псковом» Ян Матейко весьма далеко ушёл от исторической истины.

…В августе 1581 года король Стефан Баторий начал осаду Пскова! У нас часто репродуцируют знаменитую картину Яна Матейко «Стефан Баторий под Псковом». Вспомните, как в тени шатра сидит мрачный и грузный король, возле него, жестикулируя гибкими пальцами, словно фокусник, стоит зловещий Поссевино, а подле — в униженных позах — согнулись раболепные фигуры русских, умоляющих короля о пощаде.

Картина выполнена блестяще, но исторически несправедливо. В ней всё верно — и мрачный король, и Поссевино, строящий злые козни, но только никто из защитников Пскова не сгибался перед ними в дугу, как это представил Матейко… Сколько лет прошло с той поры, сколько подвигов вписал русский человек в летопись нашей боевой славы, но и по сей день оборона Пскова осталась в памяти России самой блестящей, самой непорочной страницей народного мужества!— В. С. Пикуль. Закрытие русской «лавочки»